# テッド・リゲティ
シオドア・シャープ・"テッド"・リゲティ（Theodore Sharp "Ted" Ligety、1984年8月31日 - ）は、アメリカ合衆国の元アルペンスキー選手、冬季オリンピックのアルペンスキー競技で2度の優勝を果たした金メダリスト。
アメリカ合衆国ユタ州ソルトレイクシティ生まれ。パークシティで育ち、2005年からFISワールドカップに参戦。得意種目は大回転。
2006年トリノオリンピックのアルペンスキー競技では複合で、2014年ソチオリンピックのアルペンスキー競技では、男子大回転で、それぞれ優勝した。アルペンスキー・ワールドカップの大回転では、5度（2008年、2010年、2011年、2013年、2014年）世界チャンピオンになっている。リゲティは、2011年のアルペンスキー世界選手権においても大回転で優勝した。2013年にオーストリアのシュラドミンクで開催された同大会でも大回転で連覇した上、スーパー大回転でも予想外の金メダルをとり、さらにスーパー複合で3個目の金メダルをとった。リゲティは、2015年12月までに、アルペンスキー・ワールドカップでのべ24勝を挙げ（うち23勝が大回転、1勝がスーパー複合）、49回も表彰台に昇っている。
オリンピックにおける大回転の金メダル、ワールドカップ大回転の24勝、世界選手権大回転の3回の優勝、5回のワールドカップタイトルという実績によって、リゲティは大回転において、歴代でも最高の選手のひとりとなっている。2020-2021年シーズン限りで引退した。